# Fujimi (Nagano)
Fujimi (jap. 富士見町 Fujimi-machi) – miasto w Japonii, na wyspie Honsiu, w prefekturze Nagano. Według danych na rok 2020 miejscowość zamieszkiwało 14 084 mieszkańców , a gęstość zaludnienia wyniosła 97,3 os./km².